# Hajdu–Cheney-szindróma
A Hajdu–Cheney-szindróma a kötőszövet egy nagyon ritka genetikai rendellenessége, amelyet túlzott, osteoporosishoz (csontritkulás) vezető csontlebontás és több más tünet  jellemez. Világszerte mintegy 50 eset ismert.
2002 óta az e betegségben szenvedők egy része biszfoszfonát- (egyfajta osteoporosis elleni gyógyszer) kezelést kapott a csontlebontás problémájának leküzdésére, amely csonttörésekhez és csontozati deformálódáshoz vezethet.

## Külső hivatkozások
Angol nyelven:
- Orphanet – Acroosteolysis dominant type
- HCS Support Group webpage